# 彈性回跳理論

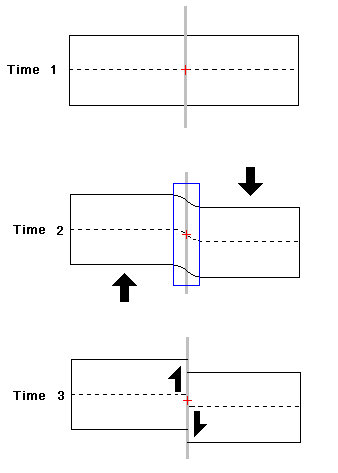
彈性回跳理論

彈性回跳理論（又稱彈性反跳理論）是一個解釋發生地震原因的理論。在1906年舊金山大地震後由 Henry Fielding Reid 提出，根據觀測聖安地列斯斷層在地表的破裂面所得到的結論。

## 理論
假設地殼為彈性體，則受到應力行為時，會不斷的變形並且累積應變能量。當應變能量累積到超過岩體中弱面強度時，岩體就會沿著此弱面滑動造成地震。此弱面就是一般所稱的斷層。

### 開始條件
Time 1：假設粗灰色實線為已存在弱面，紅色十字為參考點。

### 累積能量
Time 2：岩體受到黑色箭頭的力，開始在藍色區域內變形累積能量，並且變形。累積能量這個過程可能持續數個月，也可能是數千年。

### 發生地震
Time 3：累積能量超過岩體強度，岩體沿著箭頭方向作相對位移，釋放累積能量。這些能量以熱能或地震波或其它方式呈現，地震波則是造成地震的原因。此一過程在數秒到數分鐘之內結束。